# SYSLINUX
Das SYSLINUX-Projekt erstellt mehrere schlanke Bootloader für das Booten des Linux-Kernels, von denen ISOLINUX der bekannteste ist. Hauptentwickler ist Hans Peter Anvin.

## Projekte
SYSLINUXdient dem Starten von FAT-Dateisystemen (wie Disketten und USB-Speichergeräten).
ISOLINUXdient dem Starten von ISO-9660-Dateisystemen von CD-ROMs.
PXELINUXdient dem Starten von einem Netzwerk-Server mittels des Preboot Execution Environment (PXE).
EXTLINUXdient dem Starten von den Linux-Dateisystemen ext2, ext3, ext4 und btrfs.
MEMDISKdient dem Starten älterer Betriebssysteme wie MS-DOS von diesen Medien.
- zwei separate Menü-Systeme.
- eine Entwicklungsumgebung für zusätzliche Module.

## Verwendung

### SYSLINUX und ISOLINUX
SYSLINUX wird für gewöhnlich nicht benutzt, um ganze Linux-Installationen zu starten, da Linux in der Regel nicht auf FAT-Dateisystemen eingerichtet ist. Stattdessen wird es oft auf Boot- oder Rettungs-Disketten und USB-Massenspeichern eingesetzt. ISOLINUX wird allgemein bei Linux-Live-Systemen von CD und bootfähigen Installations-CDs genutzt.
Eine kleinere Schwierigkeit ergibt sich beim Booten von CD-ROM. Der El-Torito-Standard erlaubt das Booten in zweierlei Modi:
Disketten-Emulationsmodusin dem die Boot-Informationen in einer Abbilddatei einer Diskette lagern, welche von der CD geladen und als virtuelle Diskette eingesetzt wird. Diese Abbilddatei enthält ein FAT-Dateisystem, was SYSLINUX erfordert.
Emulationsloser Modusbei dem die Boot-Informationen direkt im Dateisystem der CD abgelegt sind. In diesem Modus ist ISOLINUX erforderlich.
Diese Auswahl ist manchmal nützlich, da ISOLINUX (hauptsächlich bei Rechnern von vor 1999) anfällig ist für BIOS-Fehler.

### PXELINUX
PXELINUX wird in Verbindung mit einem PXE-konformen Festwertspeicher (ROM) auf einer Netzwerkkarte eingesetzt. Das Preboot Execution Environment nutzt DHCP oder BOOTP, um Netzwerkbetrieb mit TCP/IP aufzunehmen, und lädt dann mittels TFTP die Boot-Software herunter, welche einen Kernel lädt und entsprechend ebenfalls vom TFTP-Server heruntergeladenen Anweisungen konfiguriert.